# Tafelklavier
Das Tafelklavier ist eine frühe Bauform des Klaviers, bei der die Saiten horizontal quer und/oder schräg zu den Tasten  verlaufen. Diese Konstruktion ermöglicht eine rechteckige Gestaltung des Gehäuses in Form eines Tisches („Tafel“); es wurde jedoch nicht als Tisch verwendet. Es beansprucht weniger Raum als ein Flügel. Die Idee dieser speziellen Bauform war nicht neu, sondern wurde schon in der Renaissance bei Clavichord und Virginal angewandt. Auch das Pantaleon, ein barockes Tafelclavier mit Hammermechanik, hat diese Bauform.

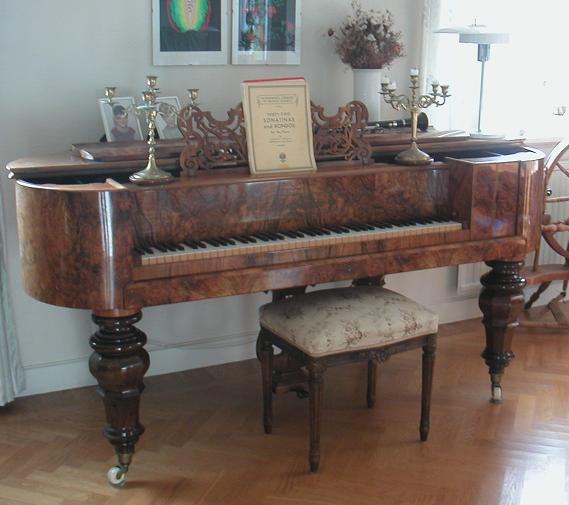
Tafelklavier

Tafelklaviere waren insbesondere im 19. Jahrhundert sehr beliebt. Berühmte Musiker wie Franz Schubert, Clara Schumann, Robert Schumann, Richard Wagner und Franz Liszt spielten und komponierten ihre Werke auf Tafelklavieren.
Ab 1850 wurden Tafelklaviere zunehmend industriell gefertigt. Die ersten Instrumente mit Streben, Rahmen und Anhangplatten aus Metall entstanden, um die immer größer werdende Saitenspannung abzufangen. Dadurch wurden die Instrumente immer schwerer. Was vorher durch kleine Familienbetriebe gefertigt wurde, wurde jetzt teilweise mit bis zu 600 Mitarbeitern (z. B. John Broadwood & Sons) in Serie hergestellt.
Mit der Weiterentwicklung von Klavieren mit senkrechtem Saitenbezug (Giraffenklavier, Lyraflügel, Pianino, piano droit, Upright etc.) kam das Tafelklavier in der zweiten Hälfte des 19. Jahrhunderts allmählich aus der Mode und wurde in Europa nach 1870 kaum noch hergestellt. In den USA überlebte das Tafelklavier in handwerklicher Herstellung noch bis  ca. 1900, zuletzt industriell 1888 in Serie gefertigt bei Steinway & Sons.

## Bauformen
Musikinstrumentenbauer experimentierten mit verschiedenen Bauvarianten und Materialien, so dass ein Tafelklavier durchaus so viel wie ein Flügel kosten konnte. Für den Korpus wurden von edlem Vollholz (z. B. Kirsche) bis zu preiswerterem, furniertem Nadelholz alle Qualitätsstufen verbaut. Zu unterscheiden sind dabei (mindestens) folgende Bauformen:
- Saitenverlauf
  - In den meisten Fällen übernimmt das Tafelklavier den Saitenverlauf vom Vorläufer Clavichord: tiefste Basssaite vorne (diagonal von hinten links nach vorne rechts), höchste Diskantsaite hinten.
  - Selten ist die umgekehrte, vom Spinett übernommene Bauart: tiefste Basssaite hinten, höchste Diskantsaite vorne.
  - Vom zunächst tendenziell parallelsaitigen Bezug geht man in der zweiten Hälfte des 19. Jahrhunderts mehr und mehr zu einem strahlenförmigen Bezug über – in Einzelfällen so stark, dass die höchsten Diskantsaiten (wie beim Flügel) in Tastenrichtung verlaufen. Der kreuzsaitige Bezug wurde u. a. von Schiedmayer auch in Tafelklaviere gebaut, hat sich bei diesem Instrumententyp allerdings nicht durchgesetzt.
- Mechanik
  - Gleichberechtigt während der gesamten Zeit des Auftretens des Tafelklaviers sind sich jeweils weiterentwickelnde Stoß- („englische“) und Prell- („deutsche“ bzw. „Wiener“) Mechaniken.
  - In seltenen Fällen treten Mechanik-Sonderformen auf, so etwa gebaut von Jean-Henri Pape, Paris
- Pedale / Veränderungen
  - Wie die Hammerflügel haben Tafelklaviere des 18. Jahrhunderts keine Pedale, sondern unter dem Instrumentenboden angebrachte Kniehebel, durch deren Bedienung sich die Veränderungen bewirken lassen.
  - Typisch für Tafelklaviere wird später – von Sonderformen abgesehen – die geringe Anzahl von Pedalen. Grundsätzlich üblich ist das Forte-Pedal zur Aufhebung der Saitendämpfung, welches häufig auch das einzige Pedal am Instrument darstellt.
  - Im Gegensatz zu Flügel und Klavier ist beim Tafelklavier der Bau der „Verschiebung“, d. h. des Una-Corda-Pedals (oft als Piano-Pedal bezeichnet) problematisch, da der Abstand der Saiten zueinander vom Bass bis zum Diskant kontinuierlich abnimmt. Ein Piano-Effekt ist stattdessen – in Adaption von Cembalo bzw. Spinett – durch eine dem Lautenzug verwandte Abdämpfung der Saite unmittelbar an ihrem Anfang (Verringerung der sich bildenden Obertöne) möglich.
  - Weitere Veränderungen konnten sein: Schweller (vor allem bei englischen Tafelklavieren; um einen Teil des Deckels anzuheben bzw. abzusenken und damit zusätzliche Lautstärkenunterschiede zu erzeugen); Suboktavkoppel (beim Kölner Wilhelm Constantin Schiffer, um 1795); der Fagottzug etc.

## Beispiele
- Die Eric Feller Collection beherbergt eine der größten privaten Sammlungen in Europa historischer Tafelklaviere des 18. und frühen 19. Jahrhunderts.[1]
- Das Museum für Kunst und Gewerbe Hamburg zeigt Tafelklaviere unter anderem von Hornung & Møller, Jacob und Abraham Kirckman (Kirkman), Christian Baumann, John Broadwood, Christian Heinrich Schröder und Johann Christopher Krogmann aus der Zeit von 1777 bis 1847.
- Mit 13 Tafelklavieren aus der Zeit zwischen 1771 und 1875 bietet das Pianomuseum Haus Eller einen Überblick über ein Jahrhundert Tafelklavierbau.
- Im Schloss Homburg in Triefenstein ist ein Tafelklavier von Johann Christoph Jeckel aus dem Jahre 1770 zu sehen. Es ist mit großem Aufwand dekoriert. Für die Marketerie des Instruments verarbeitete Jeckel Nussbaum, Zwetschge, Ahorn, Rosenholz (Palisander) und Padouk, die Klaviatur ist kunstvoll mit Ebenholz und Bein belegt. Sein Umfang ist F1-f3. Inv. Nr. 6.
- Im LWL-Landesmuseum für Kunst und Kulturgeschichte in Münster ist ein Tafelklavier von Julius Blüthner mit der Seriennummer 453 aus der Zeit um 1860 überliefert. Es war in früheren Jahren im Erbdrostenhof zu Münster in Verwendung.
- Im Piano-Museum zu Braunschweig befindet sich ein 1856 von Zeitter & Winkelmann, Braunschweig, gefertigtes Tafelklavier.

## Der Anschlag des Tafelclaviers

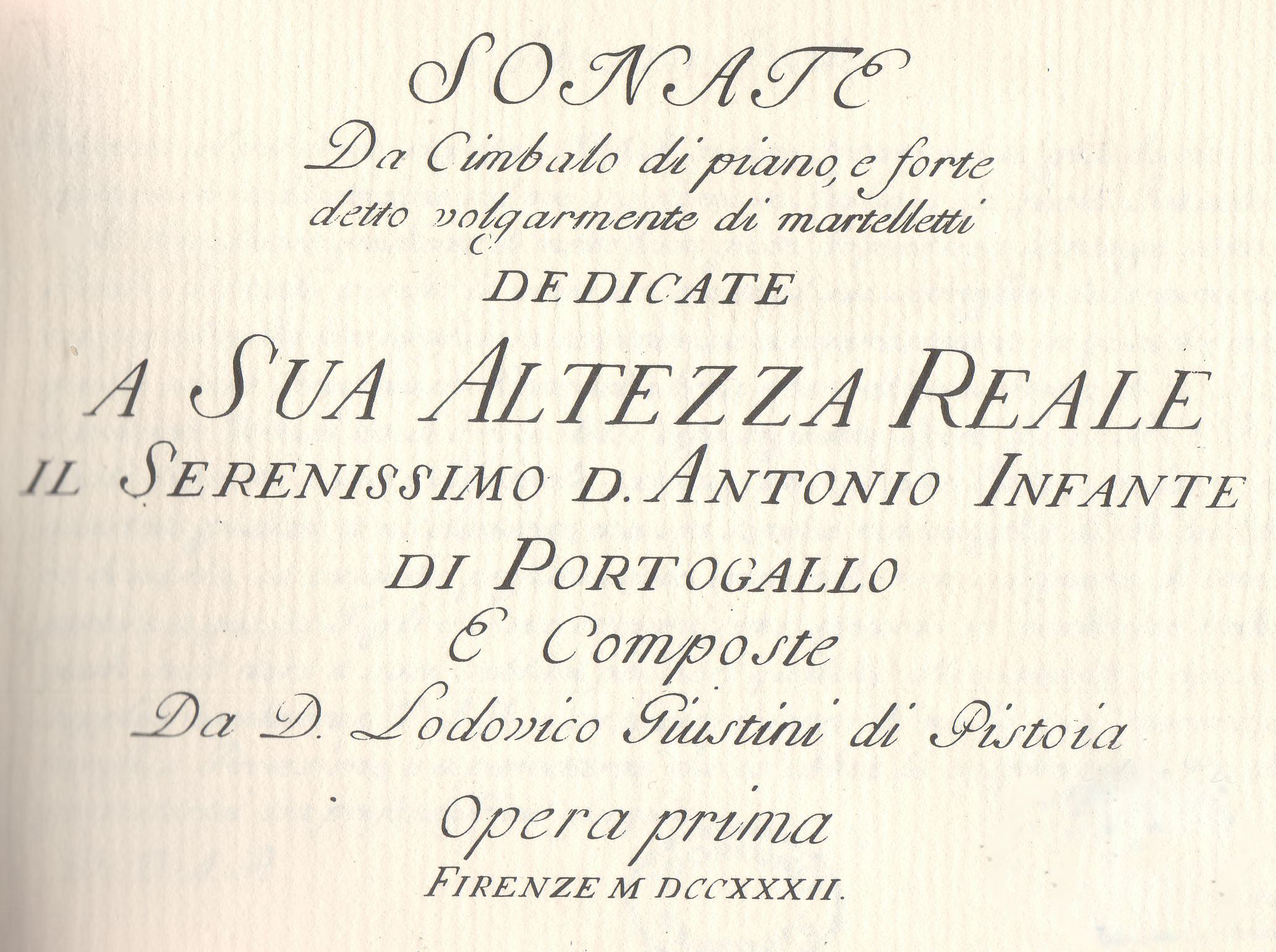
Titelblatt von Lodovico Giustinis "Sonate da cimbalo di piano e forte detta volgarmente di martelletti", Florenz 1732

Das Tafelclavier, dessen Entwicklung Hand in Hand mit der des Hammerflügels ging, ermöglichte, wie dieser, im Vergleich zum Cembalo eine neue Art des Anschlags und der Gestaltung im Bereich von Dynamik und Klangdifferenzierung. Diese wird durch einen kleinen modulierbaren „Hammer“ ermöglicht, durch den die Saite angeschlagen wird, im Unterschied zum „Dorn“ des Cembalos, der die Saite anreißt. Der Hammer bestand in der Frühzeit aus Holz, das mit Leder überzogen wurde und war wesentlich schmaler und leichter als bei den Tafelklavieren des 19. Jahrhunderts.
Lodovico Giustini komponierte 1732 ausdrücklich für diesen neuen modulationsfähigen Anschlag [12] SONATE da Cimbalo di piano, e forte detto volgarmente di martelletti. Es handelt sich um das erste überlieferte Werk ausdrücklich für Hammerklavier (oder Hammerflügel).
Der Name des Instruments variierte in seiner Frühzeit. Cimbalo di piano, e forte wurde es von Giustini genannt und volgarmente di martelletti („mit Hämmerchen angeschlagen“). Pantaleon wurde es nach dem mit Schlägeln geschlagenen Konzert-Hackbrett des Pantaleon Hebenstreit (1668–1750), eines Musikers der Dresdener Hofkapelle, genannt.